# سندرم گیلن باره
سندروم گیلن باره (به انگلیسی: Guillain-Barré syndrome)، نوعی نوروپاتی محیطی است که باعث نارسایی عصبی عضلانی حاد می‌شود. سندروم گیلن باره عبارت است از یک بیماری التهابی نادر که دستگاه عصبی محیطی را درگیر می‌کند و به سرعت موجب ضعف عضلات و بی‌حسی می‌شود. این سندروم می‌تواند در تمام سنین رخ دهد اما بین ۵۰–۳۰ سالگی شایع‌تر است.
علایم شایع آن در مراحل اولیه، ضعف عضلات دست و پا، ساعد، بازو، ساق و ران‌ها، شکم و قفسه سینه. ضعف عضلات در عرض ۷۲ ساعت پیشرفت می‌کند و ممکن است باعث بروز مشکلات تنفسی تهدیدکننده حال بیمار شود. شوک (ضعف، غش، سرد شدن دست‌ها و پاها، تند شدن ضربان قلب؛ تعریق). در مراحل بعدی گاهی فلج کامل برای هفته‌ها یا ماه‌ها روی می‌دهد و علت نشانگان گیلن-باره ناشناخته است، اما امکان دارد یک اختلال خودایمنی باشد. این سندروم گاهی به دنبال واکسیناسیون یا جراحی‌های کوچک ایجاد می‌شود.

## انواع
تعدادی از انواع بیماری گیلن‌باره تا کنون شناسایی و دسته‌بندی شده‌است. با این وجود، بسیاری از مبتلایان به زیرگروه‌های این بیماری، علائم مشابه و مشترکی دارد و همین موضوع، دسته‌بندی بیماری‌ها را مشکل کرده‌است. تمام این انواعِ فرعی هم خودشان، اَشکال جزئی و متفاوتی دارند. به‌عنوان مثال، برخی بیماران تنها علائم چشمی یا اختلالات هماهنگی عضلانی دارند که به نظر می‌رسد زیرشاخه‌های سندرم میلر-فیشر باشند و الگوی مشابهی از لحاظ «آنتی‌بادی‌های آنتی‌گانگلیوزید» دارا هستند.
| نوع                                                 | علائم                                                                                     | جمعیت درگیر | آزمایش هدایت عصبی (NCS)                                                            | پادتن‌های آنتی‌گانگلیوزید            |
| --------------------------------------------------- | ----------------------------------------------------------------------------------------- | --- | ---------------------------------------------------------------------------------- | ---------------------------------- |
| پُلی‌رادیکولونوروپاتی التهابیِ حادِ دِمیلینه‌کننده (AIDP) | علائم حسی و ضعف عضلانی که اغلب با ضعف اعصاب مغزی و درگیری سیستم اتونوم همراه است.         | در اروپا و آمریکای شمالی شایع‌تر است. | پلی‌نوروپاتی دِمیلینه‌کننده                                                           | ارتباط نامشخص                      |
| اختلال آکسونی حرکتی حاد (AMAN)                      | ضعف عضلانی مجزا بدون علائم حسی در کمتر از ۱۰٪ بیماران؛ درگیری اعصاب مغزی چندان شایع نیست. | در اروپا و آمریکای شمالی نادر است، در اغلب موارد (۳۰–۶۵٪) در آسیا و آمریکای مرکزی و جنوبی دیده می‌شود و گاهی به آن «سندرم فلج‌کنندهٔ چینی‌ها» گفته می‌شود. | پلی‌نوروپاتی آکسونال، پتانسیل عمل حسی نرمال است.                                    | GM1a/b, GD1a و GalNac-GD1a         |
| نوروپاتی آکسونی حسی و حرکتی حاد (AMSAN)             | ضعف عضلانی شدید مشابه AMAN با این تفاوت که بی‌حسی هم وجود دارد.                            | - | پلی‌نوروپاتی آکسونال، پتانسیل عمل حسی کاهش‌یافته یا به‌کلی وجود ندارد.                | GM1، GD1a                          |
| نوعِ فارنژیال-سِرویکال-براکیال (حلقی-گردنی-بازویی)    | ضعف عضلانی به ویژه در عضلاتِ گلو، صورت، گردن و شانه‌ها                                      | - | معمولاً نرمال، گاهی نوروپاتی آکسونال در بازوها دیده می‌شود.                          | اغلب GT1a، گاهی GQ1b، به ندرت GD1a |
| سندرم میلر فیشر                                     | آتاکسی، ضعف عضلات چشمی و فقدان رفلکس، اما اغلب ضعف اندام وجود ندارد.                      | این نوع، در مردان بیشتر از زنان دیده می‌شود (نسبت ۲:۱). معمولاً در فصل بهار رخ می‌دهد و میانگین سنی ابتلا، ۴۳ سالگی است.                                 | معمولاً نرمال، گاهی تغییرات گسسته و مجزا در هدایت اعصاب حسی یا H-reflex دیده می‌شود. | GQ1b, GT1a                         |

سایر موارد بالینی در گسترهٔ تشخیصی سنرم گیلن باره قرار می‌گیرد. به عنوان مثال، «انسفالیت ساقه‌مغزی بیکرستف» (BBE) بخشی از انواع بیماری است که امروزه از زیرشاخه‌های سندرم میلر فیشر محسوب می‌شوند، (سندرم آنتی‌بادی آنتیGQ1b) و همچنین «پُرخوابی آتاکسیک حاد» که در آن هماهنگی عضلانی از بین می‌رود و خواب‌آلودگی وجود دارد، اما ضعف عضلانی موجود نیست. در «انسفالیت ساقه‌مغزی بیکرستف» افتالموپلژی (فلج عضلات چشم)، آتاکسی، اختلالات سطح هوشیاری وجود دارد و ممکن است با کاهش یا فقدان رفلکس‌های تاندونی و علامت بابنسکی همراه باشد. روند این بیماری منوفازیک است اما اپیزودهای راجعه هم در آن گزارش شده‌است. اختلالات تصویری ساقه مغز در ام‌آرآی ۱۱٪ از مبتلایان دیده می‌شود.
اینکه آیا «ازدست رفتن حاد حس» به صورت منفرد و مجرد در بدن، نوعی از بیماری گیلن باره هست یا خیر، هنوز مورد بحث است. این یافتهٔ بالینی در مقایسه با خودِ گیلن باره (که در آن ضعف عضلانی بدون هیچگونه اختلال حسی وجود دارد) بسیار نادر است.
در ۹۰ درصد موارد احتمال بهبودی بیمار وجود دارد.

## تشخیص
آزمایش دقیق و قطعی برای تشخیص گیلن باره وجود ندارد اما تشخیص براساس علایم از جمله ضعف ماهیچه‌ها و ناتوانی در راه رفتن، آزمایشات و تاریخچهٔ بیماری شما صورت می‌گیرد. پزشک یا پرستار از شما دربارهٔ علایم و نشانه‌ها می‌پرسد و شما را معاینه می‌کند.
آزمایشاتی که برای شما انجام می‌شود شامل:
- نوار عصب و عضله
- گرفتن مایع مغزی نخاعی از کانال نخاعی[۸]

## بروز
- بروز نشانگان گیلن باره بین ۶/۱–۲/۱ مورد در ۱۰۰ هزار نفر است.
- انواع خانوادگی گزارش شده‌است.
- ارتباط قوی با HLA ندارد.

## نژاد
هیچ برتری نژادی وجود ندارد

## جنس
نسبت مرد به زن ۱٫۵ به ۱ می‌باشد.

## نمای بالینی
- اغلب باشروع پیشرونده ضعف اندام‌ها که در طول ۴ هفته به حداکثر میزان خود می‌رسد
- ضعف اغلب کل اندام‌های پروگزیمال و دیستال درگیر می‌کند
- در یک‌سوم از بیماران دستگاه تنفسی درگیر است.
- نشانه‌های اتونوم مانند تاکی کاردی، افزایش فشار خون یا آریتمی شایع است.
- اغلب اعصاب جمجمه‌ای نیز می‌تواننند درگیر شوند و شایع‌ترین نشانه‌های مرتبط عبارتند از ضعف صورت و فلج بولبر و اختلال حرکتی چشم.